# Prieuré Notre-Dame de Reugny
Ne doit pas être confondu avec la chapelle Notre-Dame de Reugny à Laféline (Allier).
Le prieuré Notre-Dame est un prieuré situé à Reugny, dans le département de l'Allier en France.

## Localisation
Le prieuré est situé sur la commune de Reugny, dans le département français de l'Allier.

## Description
Le prieuré se compose d'un corps de logis fortifié flanqué de quatre tourelles, d'une chapelle, de hangars agricoles, de pavillons et d'appentis. Aujourd'hui, on peut encore voir deux de ces tourelles qui subsistent au nord, de part et d'autre de l'ancien pont-levis.
La chapelle se compose d'une nef unique avec une abside à pans coupés. Des traces de peintures murales sont encore visibles sur le pan de droite du chœur.

## Historique
Bâti au XIIe siècle, il est transformé en ferme au XVIIe siècle. La chapelle devient une grange.
L'édifice fait l’objet d’une inscription au titre des monuments historiques depuis le 20 avril 1989.

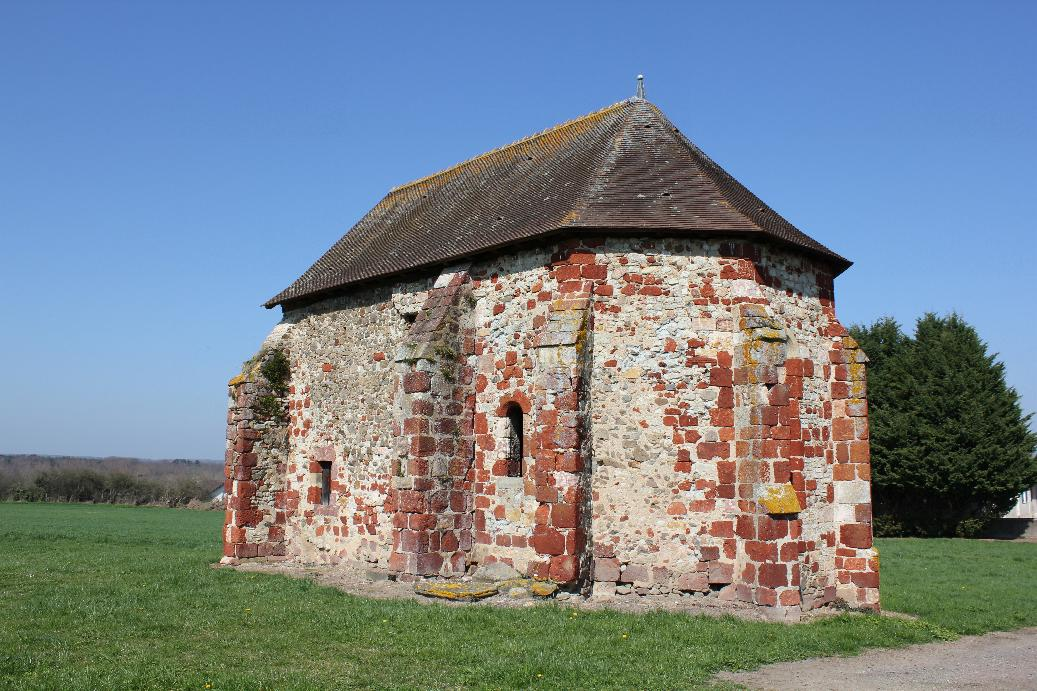
la chapelle
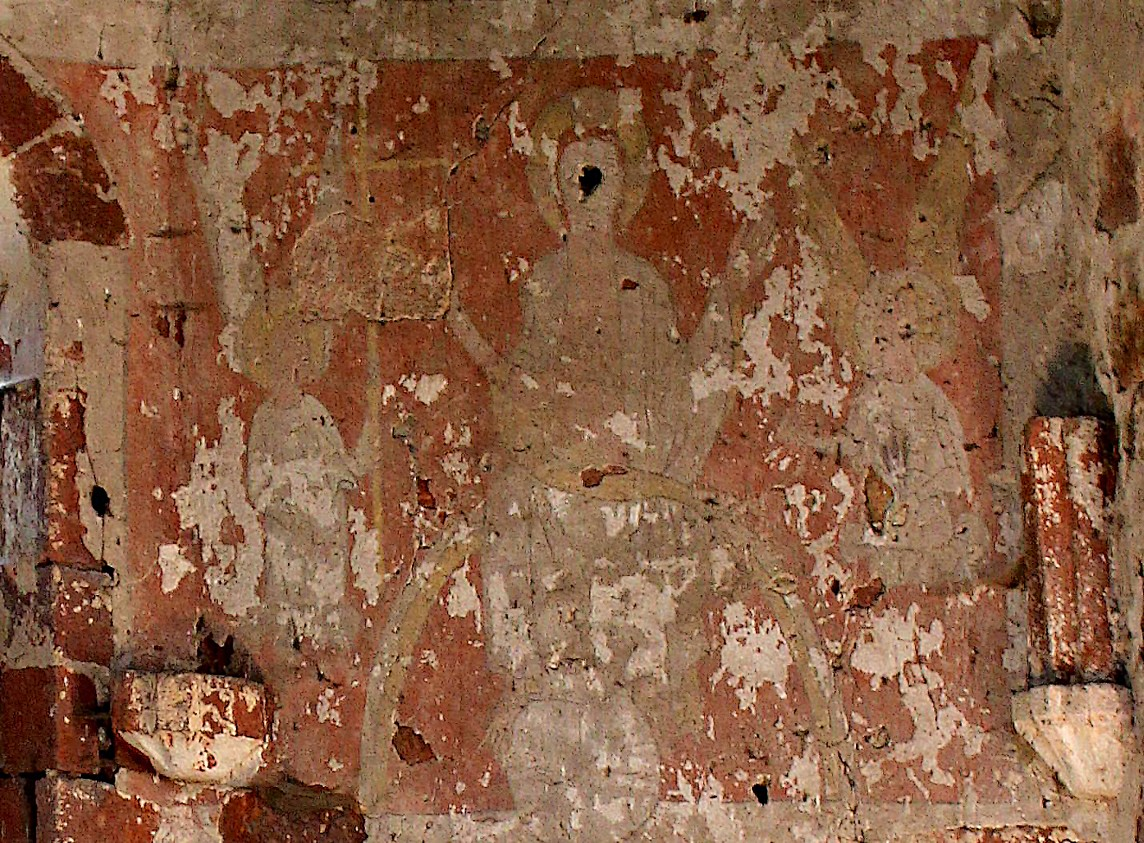
fresque de la chapelle